# Pelecyodon
Pelecyodon — вимерлий рід наземних лінивців з раннього міоцену (сантакруці) Південної Америки. Скам'янілості були знайдені в формації Санта-Крус в Аргентині.